# Inmigración cubana en Honduras
La inmigración cubana en Honduras se refiere al movimiento migratorio desde Cuba hacia la República de Honduras.

## sigloXIX
Durante la administración presidencial del doctor Marco Aurelio Soto Martínez llegó un buen flujo de extranjeros a Honduras, la finalidad era el apoyo y desarrollo técnico y administrativo que podían realizar estas personas. Entre los ciudadanos de varias nacionalidades que arribaron, habían cubanos. Mismos que procedían directamente de la Isla de Cuba al fracasar la Guerra de los Diez Años entre Cuba y España, la plana mayor nacionalista cubana y otros oficiales, ocuparon altos cargos en la administración de Soto, recogiendo su experiencia reorganizan el ejército hondureño, aunque la mayor parte de ellos abandonan después el país; entre ellos estaban: Antonio Maceo quien fue nombrado como funcionario en un cargo de Ministerio de Defensa de Honduras, igual su compatriota Máximo Gómez, mientras que Tomás Estrada Palma fue nombrado como Director del Correo Nacional de Honduras y José Joaquín Palma fue nombrado como Secretario Privado.

## sigloXX

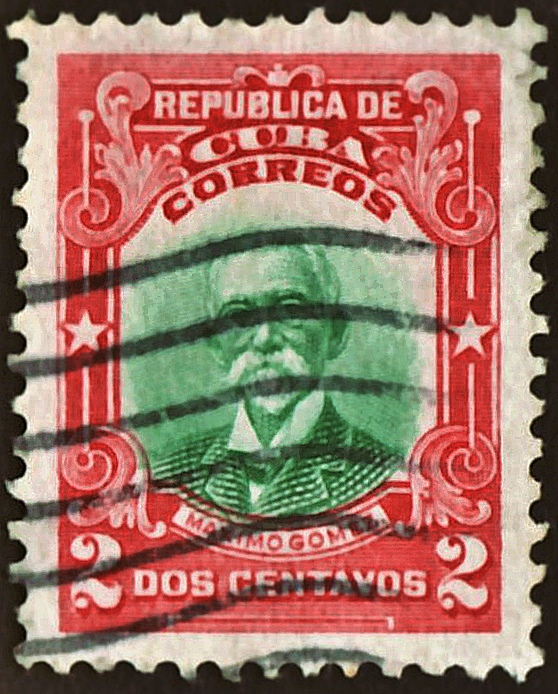
Estampilla de cuba de inicios del siglo XX

En este siglo fueron muchos los cubanos que colocaron empresas tabaqueras en Honduras, tanto en el norte, centro y occidente de la nación, se adquirieron terrenos para la plantación del Tabaco, la manufactura de esta y la fabricación de puros, habanos, cigarrillos, etc. para su exportación.
El golpe de Estado en 1952, dio lugar a la dictadura de Fulgencio Batista; después, el mismo Batista fue derrocado por el Movimiento 26 de Julio liderado por Fidel Castro durante la Revolución cubana en 1959, pasando Castro a ser primer ministro y jefe de Gobierno.
En fecha 17 de abril de 1961 la CIA dio instrucciones a alrededor de 1600 exiliados cubanos que fueron entrenados militarmente en Guatemala, Honduras, Nicaragua y el Estado de Florida, EE. UU. para que desembarcaran en Playa Girón (Bahía de Cochinos) en el sur de Cuba apoyados por fuerza naval y aérea estadounidenses, la CIA contaba que el pueblo en general se uniría a estas fuerzas atacantes para retirar a Castro del poder, pero no fue así.
En 1965, se fundó el Partido Comunista de Cuba, dando así lugar a que la isla caribeña acariciase la amistad con la Unión Soviética, mismo que generó tensiones con los Estados Unidos y siendo Honduras un país amigo de este segundo, rompió relaciones con Cuba de acuerdo a los sucesos de la instalación de misiles en la isla de Cuba y con el embargo internacional decretado por John F. Kennedy, comenzando así la Guerra fría mundial, mientras que los ciudadanos cubanos que gozaban con la nacionalidad hondureña algunos se vieron desprotegidos y otros emigraron hacia otros países. En la década de los noventa, el presidente liberal doctor Carlos Roberto Reina Idíaquez viajó en forma diplomática a la isla de Cuba a entrevistarse con su homólogo Fidel Castro y ratificar varios acuerdos de amistad y desarrollo, como fue el intercambio de médicos especialistas cubanos de aquella isla para que se desempeñaran en hospitales hondureños y de estudiantes universitarios hondureños que continuasen estudios en la Universidad de La Habana, dicho Acuerdo de Intercambio fue ratificado y ampliado por el presidente Carlos Roberto Flores Facussé en 1998 debido a los desastres ocasionados por el huracán Mitch, y también ratificado por los sucesores presidenciables Licenciado Ricardo maduro Joest, señor José Manuel "Mel" Zelaya Rosales, señor Porfirio Lobo Sosa y revisado por el actual presidente Juan Orlando Hernández Alvarado quien ha puesto algunos desencantos con el Acuerdo inicial, habiendo en Honduras en 2016 alrededor de 1500 médicos cubanos. El mismo mandatario Reina Idíaquez en su periodo presidencial tuvo un intento de asesinato al ser colocado aparatos explosivos (bombas) cercano a su persona, perpetrado por una facción de hondureños y algunos exiliados cubanos según las investigaciones.

## sigloXXI
Con fecha 7 de mayo de 2019, los Gobiernos de Cuba y Honduras anuncian la caducidad del convenio médico entre ambos países, es así que los médicos cubanos residentes el país Centroamericano deben partir hacia su país de origen, después de veinte años de tratado internacional.

## Puente Cuba-Honduras-Estados Unidos
A partir de la revolución Cubana de 1959 y ascenso de Fidel Castro, muchos ciudadanos de la isla se aventuraron a cruzar el Mar Caribe para llegar tanto a Centroamérica, a la Península de Yucatán o a Jamaica con el fin de que estos países les sirvieran de lanzadera hacia su destino final, los Estados Unidos de América que había acordado dar "Asilo Político" y brindar ayudas a los cubanos que la solicitaren en las aduanas y pasos fronterizos con ese país. En el año 2006 estando la administración del presidente José Manuel "Mel" Zelaya Rosales apareció un caso de corrupción bautizado con el nombre de "El Cubanazo" el cual visibilizó y evidenció la utilización del territorio hondureño como lugar de paso de ciudadanos/as cubanos, los que posterior a su ingreso se trasladaban a los Estados Unidos, algunos con toda su familia, las autoridades migratorias, de cancillería y de la Secretaría de Industria y Comercio eran las involucradas al grado que por este acto fueron despedidos de su cargo el director de Migración de ese entonces, el Secretario General de Cancillería y el Cónsul General de Honduras en Cuba. 

### Registro de ingreso de inmigrantes cubanos al territorio de Honduras
- 2000: 16 personas.
- 2001: 5 personas.
- 2002: 47 personas.
- 2003: 69 personas.
- 2004: 259 personas.
- 2005: 171 personas.
- 2006: 430 personas.
- 2007: 162 personas.
- 2008: 197 personas.
- 2009: 28 personas.[8]
- 2010: 30 personas[9]
- 2014: 46 personas.[10]
- Octubre 2015: 9.622 personas.[11]
- Enero 2016: 14,687 personas[9]

## Aportes
La inmigración cubana a Honduras ha aportado cultura, educación, fuentes de trabajo e intercambio cultural.
Algunos sitios tabaqueros hondureños como el de Santa Rosa de Copán, la semilla de la planta del tabaco fue importado desde Cuba en el siglo XVIII.
El 5 de febrero de 2017, el premio "Puro del Año" (otorgado en un certamen que se celebra en Italia) fue obtenido por Tabaco hondureño de la marca EIROA que se produce en Danlí, departamento de El Paraíso y propiedad de Christian Eiroa, nieto de inmigrantes cubanos en Honduras.

## Personalidades cubano-hondureñas
- Coronel Gregorio Bustamante Maceo, hijo del general y político cubano Antonio Maceo y de la hondureña Pascuala Bustamante.[15]